# Булах, Пётр Фёдорович
Пётр Фёдорович Булах (1898, Журавлёвка — 1938, Москва, «Коммунарка») — деятель советских спецслужб, депутат Верховного Совета СССР 1-го созыва. Начальник Управления НКВД Орджоникидзевского края, майор государственной безопасности. Входил в состав особой тройки НКВД СССР, внесудебного и, следовательно, не правосудного органа уголовного преследования. Расстрелян как вредитель и фальсификатор.

## Биография
Из ремесленников, родился в украинской семье портного (в ряде анкет писал, что русский). Образование получил в церковно-приходской школе (1906— 1909 гг.). Мальчик-подручный, подмастерье в мастерской по изготовлению желатиновых капсул при аптеке в Харькове (1910—1912), упаковщик в аптеке Щавинского в Харькове (1912—1914). Состоял в РКП(б) в 1919—1921 гг. (исключён за то, что остался в Харькове в 1918 г. при смене власти), состоял в ВКП(б) с 1931 г. В 1914—1917 гг. посыльный, затем переписчик в канцелярии прокурора Харьковского окружного суда.
В Русской императорской армии: рядовой 24-го запасного и 431-го пехотного Тихвинского полков (состоял с Февральской революции по Октябрьский переворот). В 1917—1921 гг. в Красной гвардии, в РККА. Красногвардеец при Центральном штабе Красной гвардии в Харькове с декабря 1917 г. по апрель 1918 г., затем переписчик-машинист в канцелярии прокурора Харьковского окружного суда с июня по ноябрь 1918 г. Делопроизводитель штаба Харьковского военного округа с декабря 1918 г. по июнь 1919 г. Рядовой, командир взвода Сумского отдельного стрелкового батальона с июня по сентябрь 1919 г. Командир взвода, командир батальона 517-го стрелкового полка 58-й стрелковой дивизии с сентября 1919 г. по май 1920 г. Военком 220-го отдельного батальона ВОХР с июня по сентябрь 1920 г. Военком 71-го и 556-го полков ВНУС с сентября 1920 г. по октябрь 1921 г.
В органах ВЧК-ГПУ-НКВД с 1921 г. : в 1921—1923 гг. сводчик-регистратор в осведомительном подотделе секретно-оперативного управления Всеукраинской ВЧК. В 1923—1926 гг. уполномоченный, помощник, заместитель начальника Особого отдела Полномочного представительства ОГПУ по Юго-Востоку — Северо-Кавказскому краю. В 1926—1931 гг. помощник начальника Особого отдела ОГПУ Северо-Кавказского военного округа. В 1931—1934 гг. помощник, заместитель начальника Особого отдела Полномочного представительства ОГПУ по Северо-Кавказскому краю, начальник Особого отдела Полномочного представительства ОГПУ по Азово-Черноморскому краю (январь 1934 г.). В 1934—1937 гг. начальник Особого отдела Полномочного представительства ОГПУ по Северо-Кавказскому краю, затем III отдела УГБ Управления НКВД по Северо-Кавказскому краю. В 1937—1938 гг. начальник Управления НКВД по Орджоникидзевскому краю. Этот период отмечен вхождением в состав особой тройки, созданной по приказу НКВД СССР от 30.07.1937 № 00447 и активным участием в сталинских репрессиях. В результате многочисленных жалоб из края на действия Булаха и его подчиненных весной 1938 г. из Москвы приезжала комиссия ЦК ВКП(б) и НКВД во главе с М. Ф. Шкирятовым и В. Е. Цесарским для разбирательства, следствием чего из ЦК ВКП(б) были даны директивы о показательном наказании начальника УНКВД Ок и его подчиненных как перегибщиков и вредителей, к явному неудовольствию наркома НКВД СССР Н. И. Ежова.

### Репрессии
25 апреля 1938 г. арестован органами НКВД СССР. Внесен в список «Москва-центр» от 26 июля 1938 г. по 1-й категории («за» Сталин и Молотов). 28 июля 1938 г. ВКВС СССР осуждён к ВМН по ст.ст. 58-8 («террор»), 58-11 ("участие в к.-р. антисоветской организации в органах НКВД "), 58-7 («вредительство») УК РСФСР. Расстрелян в тот же день вместе с группой видных военных РККА и ВМФ и коллегами по НКВД И. М. Леплевским, Т. Д. Дерибасом и Л. Д. Вулем. В августе 1938 г. по аналогичным приговорам ВКВС СССР в Москве были расстреляны подчиненные Булаха Д. А. Вербицкий, В. З. Домброверов, Г. А. Парфёненко и В. С. Перерва. Место захоронения- спецобъект НКВД «Коммунарка».
При пересмотре ряда архивно-следственных дел на предмет реабилитации в 1950-е гг. дело Булаха пересмотрено не было.
25 июня 2013 г. Военной коллегией Верховного суда РФ обвинения ст.58 были посмертно переквалифицированы на ст.193-17 УК РСФСР («злоупотребление служебным положением,…превышение власти… при особо отягчающих обстоятельствах») с сохранением ранее вынесенной меры наказания.

### Звания
- 25 декабря 1935 — капитан государственной безопасности;
- 21 апреля 1937 — майор государственной безопасности.

### Награды
- 11 июля 1937 — орден Красной Звезды (лишен посмертно Указом Президиума ВС СССР от 24.01.1941)[8]
- 20 декабря 1932 — Знак «Почётный сотрудник государственной безопасности»;
- 22 февраля 1938 — юбилейная медаль «XX лет Рабоче-Крестьянской Красной Армии».